# Насеље Старосједилаца
Насеље Старосједилаца је урбано насеље и градска четврт Источног Сарајева, а налази се на територији општине Источна Илиџа. Представља насеље гдје су у највећој мјери изграђени индивидуални стамбени објекти, док се измјеном регулационих планова, који прате урбанизацију Источног Сарајева, започиње изградња већег броја стамбених зграда. Прије ратних дешавања ово насеље је било дио сарајевске општине Нови Град.
Насеље је изграђено након градње олимпијског насеља Добриња за потребе одржавања Зимских олимпијских игара у Сарајеву, 1984. године. Одређени број старосједилачких породица са Добриње је пресељен, а своје нове домове изградио управо у овом насељу, по чему је оно и добило име.

## Положај
Насеље се налази у западном дијелу Источног Сарајева, испод брба Мојмило, а оивичено је улицама Иве Андрића, Ђенерала Драгољуба Драже Михаиловића и Дедијерова. Са његове сјеверне и западне стране се налази ентитетска линија са Федерацијом БиХ, са јужне стране налази се насеље Добриња 4, са источне насеље Чича, које припада општини Источно Ново Сарајево.

## Карактеристике
Насеље старосједилаца је дефинисано као урбано насеље, гдје су највећи дио стамбених јединица породичне куће. Кроз насеље протиче ријека Добриња.

## Становништво
| Демографија | Демографија | Демографија |
| Година      | Становника  | Становника  |
| ----------- | ----------- | ----------- |